# 惠安皇太后
惠安皇太后（9世纪—866年），姓王，唐懿宗的贵妃。
王氏的家世不详。咸通年间，册封为贵妃。咸通三年（862年），生普王李儇。七年（866年，存疑），王贵妃逝世。由蕭寘撰写墓志，栁仲年書。十四年（873年），李儇即位，是为唐僖宗。追尊王氏为皇太后，册上谥号惠安，称惠安皇太后:19，祔主懿宗庙，即其墓园为寿陵。
咸通十五年（874年）正月，法门寺供奉品中亦有惠安皇太后的施衣记录:19。乾符二年（875年），唐僖宗寻找母家緦麻以内的亲戚，皆任命为官。

## 备注
1. ↑  为王氏撰写墓志的蕭寘[1]逝世于865年，未知两人逝世年份，哪一个是错误的。

## 延伸阅读
[在维基数据编辑]
 《舊唐書/卷52》，出自刘昫《舊唐書》
 《新唐書/卷077》，出自《新唐書》